# أدامو كوليبالي
أداما كوليبالي (مواليد 14 أغسطس 1981) هو لاعب كرة قدم فرنسي محترف يلعب كـمهاجم لنادي نواسي لو غران إف سي الفرنسي في الدوري الفرنسي الدرجة الخامسة.

## حياته الشخصية
وُلد أداما كوليبالي في باريس. يحمل الجنسيتين الفرنسية والإيفوارية.

## مسيرته الكروية

### نادي دبرتسني
وقع كوليبالي قبل موسم دبرتسني في دوري أبطال أوروبا 2009–10. في موسم 2009–10، فاز بكل من البطولة الوطنية المجرية وكأس المجر مع دبرتسني. تم تأمين الكأس بفوزهم على زالايغيرزيغي تورنا إغيليت 3–2 في نهائي كأس المجر في ملعب فيرينتس بوشكاش. كما فاز بكأس السوبر المجري وكأس الدوري المجري في نفس الموسم.

## العائلة
في 21.10.2013، وُلد طفل لزوجته باربرا، أداما كوليبالي. يلعب حاليًا لنادي دبرتسني فاشوتاس سبورت كلوب.
فاز كوليبالي بالثنائية مرة أخرى مع دبرتسني في موسم 2011–12. في 1 مايو 2012، فاز بالكأس بفوزه على MTK بودابست بـركلات الترجيح. كانت هذه الكأس الخامسة لـدبرتسني. في 12 مايو 2012، فاز بلقب الدوري مع دبرتسني بعد فوزه على بيتش 4–0 في الجولة 28 في ملعب أولا غابور أوتشاي مما أدى إلى تحقيق اللقب السادس للدوري المجري لمقاطعة هايدو-بيهار. في 26 مايو 2012، سجل ركلة جزاء ضد سومباتيلي، ليصل إلى هدفه العشرين ويتجاوز نيمانيا نيكوليتش في ترتيب الهدافين ليصبح هداف البطولة الوطنية المجرية 2011–12.
في 23 مايو 2013، فاز كوليبالي بلقب الدوري المجري مع دبرتسني بعد تسجيله هدفي النادي في فوز 2–1 ضد غيور في النهائي. في 2 يونيو 2013، وصل إلى اللقب مرة أخرى كأفضل هداف في البطولة الوطنية المجرية 2012–13، هذه المرة برصيد 18 هدفًا.

### نادي دبرتسني (عودة)
في 4 نوفمبر 2015، وقع كوليبالي عقدًا مع ناديه السابق دبرتسني. في نهاية الموسم، في مايو 2016، قرر النادي عدم استخدام خيار تجديد العقد.

### رويال كلوب تيلير
بعد نصف عام بدون نادٍ، انضم كوليبالي إلى رويال كلوب تيلير في يناير 2017.

### بالمازويفاروشي
بعد التدريب مع بالمازويفاروشي لمدة شهرين، أصبح كوليبالي في لياقة بدنية، وقرر النادي أن يقدم له عقدًا لبقية الموسم في 26 أكتوبر 2017. ومع ذلك، بعد أسبوعين، تبين أن الأوراق التي كان الطرفان ينتظرانها، لن تصل. نسي المهاجم الفرنسي إخبار إدارة الفريق أن لديه عقدًا للهواة في بلجيكا، مما يعني أنه بموجب قواعد الانتقالات الدولية، لا يمكن التعاقد معه إلا خلال فترة الانتقالات. أعلن النادي أن كوليبالي مرحب به للتدريب مع الفريق حتى يناير حيث يمكن تسجيله. ثم أعلن النادي في يناير 2018، أنهم لا يخططون للتعاقد معه بعد الآن.

### نواسي لو غران
في 19 سبتمبر 2019، انضم كوليبالي البالغ من العمر 39 عامًا إلى نادي نواسي لو غران إف سي الفرنسي في الدوري الفرنسي الدرجة الخامسة جنبًا إلى جنب مع اللاعب المحترف السابق كريستيان كينكيلا.

## إحصائيات المسيرة
آخر تحديث 1 يوليو 2013.
| النادي         | الموسم         | الدوري         | الدوري | الدوري  | الكأس  | الكأس   | قاري   | قاري    | المجموع | المجموع |
| النادي         | الموسم         | القسم          | الظهور | الأهداف | الظهور | الأهداف | الظهور | الأهداف | الظهور  | الأهداف |
| -------------- | -------------- | -------------- | ------ | ------- | ------ | ------- | ------ | ------- | ------- | ------- |
| نادي بويسي     | 2006–07        | الدرجة الرابعة | 23     | 11      |        |         | –      | –       | 23      | 11      |
| سينت ترويدن    | 2007–08        | الدرجة الأولى  | 28     | 7       |        |         | –      | –       | 28      | 7       |
| رويال أنتويرب  | 2008–09        | الدرجة الثانية | 31     | 2       |        |         | –      | –       | 31      | 2       |
| دبرتسني        | 2009–10        | الدرجة الأولى  | 30     | 14      | 8      | 8       | 10     | 3       | 48      | 25      |
| دبرتسني        | 2010–11        | الدرجة الأولى  | 26     | 14      | 8      | 2       | 11     | 3       | 45      | 19      |
| دبرتسني        | 2011–12        | الدرجة الأولى  | 27     | 20      | 5      | 2       | –      | –       | 32      | 22      |
| دبرتسني        | 2012–13        | الدرجة الأولى  | 27     | 18      | 9      | 9       | 6      | 2       | 42      | 29      |
| دبرتسني        | المجموع        | المجموع        | 110    | 66      | 30     | 21      | 27     | 8       | 167     | 95      |
| نادي لانس      | 2013–14        | الدرجة الثانية | 31     | 6       | 6      | 2       | 0      | 0       | 37      | 8       |
| نادي لانس      | 2014–15        | الدرجة الأولى  | 33     | 4       | 2      | 1       | 0      | 0       | 35      | 5       |
| نادي لانس      | المجموع        | المجموع        | 64     | 10      | 8      | 3       | 0      | 0       | 72      | 13      |
| إجمالي المسيرة | إجمالي المسيرة | إجمالي المسيرة | 256    | 86      | 38     | 24      | 27     | 8       | 321     | 129     |

## الألقاب

### النادي
دبرتسني
- البطولة الوطنية المجرية: 2009–10، 2011–12
- كأس المجر: 2009–10، 2011–12، 2012–13
- كأس السوبر المجري: 2009، 2010
- كأس الدوري المجري: 2009–10

### فردية
- هداف البطولة الوطنية المجرية: 2011–12، 2012–13
- جائزة زيلاهي: 2013

## روابط خارجية
- ملف شخصي في weltfussball (بالألمانية)
- "ملف شخصي في سينت ترويدن" (بالهولندية). Archived from the original on 2008-03-25. Retrieved 2008-04-15.
- ملف شخصي في Voetbal International
- "ملف شخصي في أنتويرب". مؤرشف من الأصل في 2011-07-27. اطلع عليه بتاريخ 2009-01-12.
- أداما كوليبالي في HLSZ
- أدامو كوليبالي  على سكروي